# Centronycteris maximiliani
Centronycteris maximiliani är en fladdermusart som först beskrevs av Johann Baptist Fischer 1829.  Centronycteris maximiliani ingår i släktet Centronycteris och familjen frisvansade fladdermöss. IUCN kategoriserar arten globalt som livskraftig. Inga underarter finns listade i Catalogue of Life.
Denna fladdermus förekommer i Amazonområdet från nordöstra Peru över norra Brasilien, södra Colombia och södra Venezuela till regionen Guyana. Arten hittas även i östra Brasilien. Centronycteris maximiliani vilar i trädens håligheter och börjar på eftermiddagen leta efter föda. Den äter främst insekter. Habitatet utgörs av regnskogar och andra skogar.
Arten når en kroppslängd (huvud och bål) av 50 till 62 mm, en svanslängd av 18 till 23 mm och en underarmlängd av cirka 45 mm. En individ vägde 15 g. Den långa pälsen har en brunaktig färg med gul eller orange skugga. På vingarna eller på flygmembranen vid svansen finns inga säckformiga körtlar. Fladdermusens tandformel är I 1/3 C 1/1 P 2/2 M 3/3.